# Melanesobasis prolixa
Melanesobasis prolixa är en trollsländeart som beskrevs av Donnelly 1984. Melanesobasis prolixa ingår i släktet Melanesobasis och familjen dammflicksländor. Inga underarter finns listade i Catalogue of Life.